# Tangomarkkinat

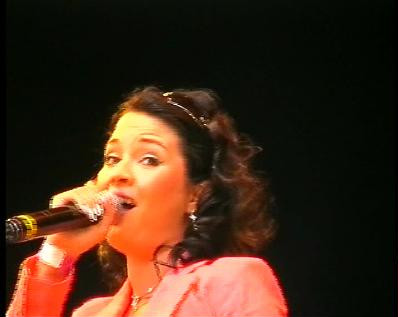
El Tangomarkkinat

El Tangomarkkinat es el más antiguo certamen de tango de todo el mundo. Se realiza anualmente en Seinäjoki, Finlandia. Además de las competencias para descubrir a los mejores cantantes, compositores y bailarines de tango del país, el festival ofrece música para bailar, con la conducción de los más afamados animadores finlandeses.
Desde enero de 1985 este evento es organizado por la Asociación para la Promoción del Tango, con el respaldo del ayuntamiento de Seinäjoki. 